# Rocker-bogie

In movimento

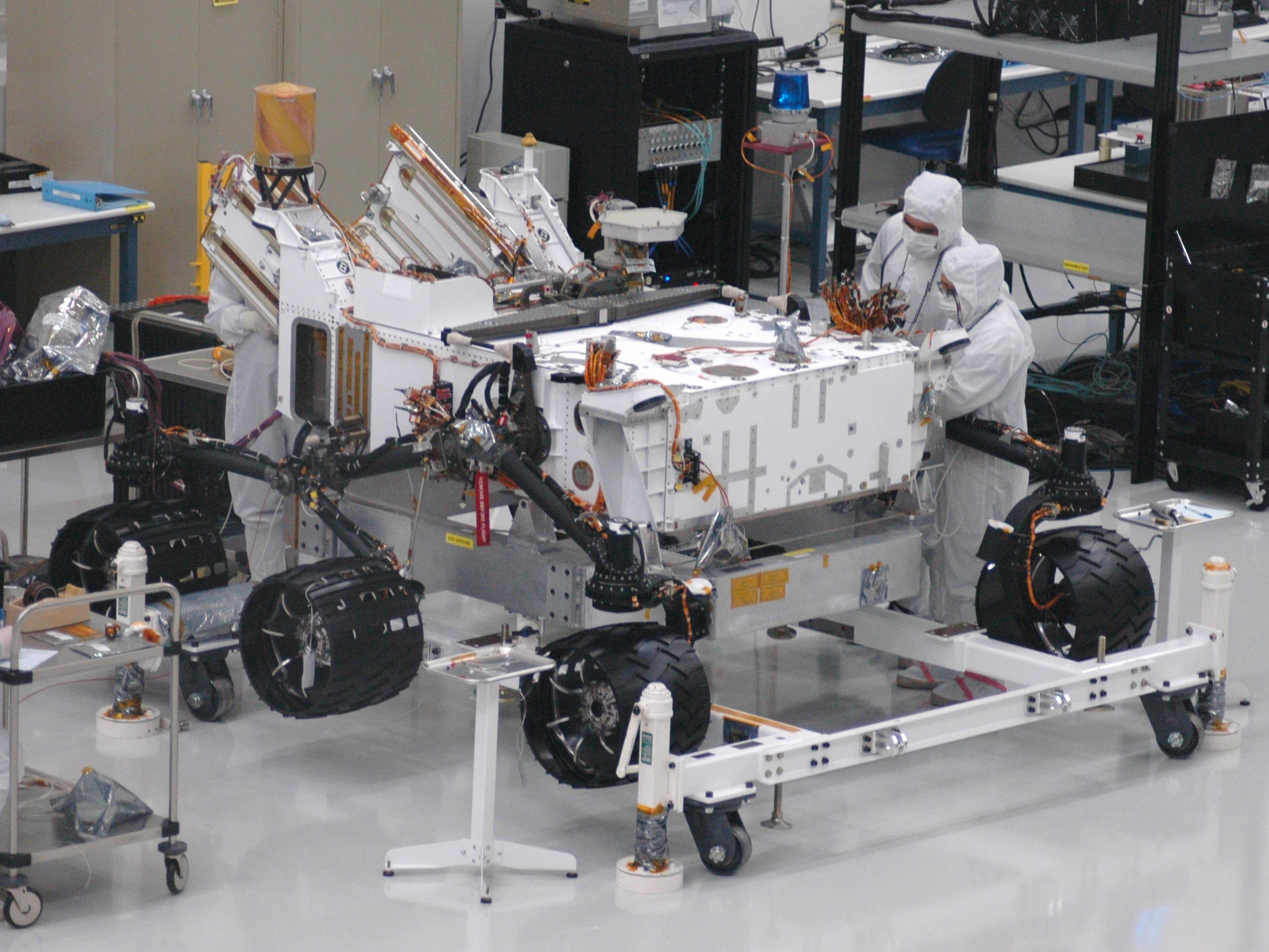
Rocker bogie di Curiosity

Il sistema rocker-bogie è il sistema di sospensione sviluppato nel 1988 per essere utilizzato nel rover della NASA Sojourner e che da allora è diventato il design preferito della NASA per i questo tipo di strumentazione. È stato utilizzato nei robot della missione Mars Exploration Rover del 2003 Spirit e Opportunity, nel rover della missione Mars Science Laboratory (MSL) del 2012 Curiosity, nel rover della missione Mars 2020 Perseverance e nel rover Pragyan della missione Chandrayaan-3 dell'ISRO nel 2023.
La parte "rocker" della sospensione deriva dall'aspetto oscillante del collegamento più grande, montato sul corpo, su ciascun lato del rover. Questi bilancieri sono collegati tra loro e al telaio del veicolo tramite un differenziale. Rispetto al telaio, i bilancieri ruotano in direzioni opposte per mantenere un contatto delle ruote approssimativamente uguale, mentre il telaio mantiene l'angolo medio di inclinazione di entrambi i bilancieri.
La parte "bogie" della sospensione si riferisce al collegamento più piccolo che si snoda con il bilanciere al centro e che ha una ruota motrice a ciascuna estremità. I bogie erano comunemente usati come ruote di carico nei cingoli dei carri armati dell'esercito come rulli di rinvio che distribuivano il carico sul terreno, ed erano anche abbastanza comunemente usati nei rimorchi dei camion articolati. Sia i carri armati che i rimorchi ora preferiscono le sospensioni a bracci oscillanti.
Sul rover Sojourner le ruote anteriori si attaccano al telaio, mentre sui rover MER e MSL le ruote anteriori si attaccano ai bilancieri.

## Design
Il design rocker-bogie non è molleggiato e utilizza assali divisi anziché assali a larghezza intera, permettendo al rover di superare ostacoli (come rocce) che sono fino a due volte il diametro della ruota, mantenendo tutte e sei le ruote a terra. Come con qualsiasi sistema di sospensione, la stabilità all'inclinazione è limitata dall'altezza del centro di gravità. I sistemi che utilizzano molle tendono a ribaltarsi più facilmente poiché il lato caricato cede. Basandosi sul centro di massa, il rover Curiosity della missione Mars Science Laboratory può resistere a un'inclinazione di almeno 45 gradi in qualsiasi direzione senza ribaltarsi, ma i sensori automatici impediscono al rover di superare inclinazioni di 30 gradi.
Il sistema è progettato per essere utilizzato ad una bassa velocità di circa 10 centimetri al secondo (3,9 in/s) per minimizzare gli urti dinamici e i conseguenti danni al veicolo durante il superamento di ostacoli di notevoli dimensioni.
Il Jet Propulsion Laboratory afferma che questo sistema rocker bogie riduce il movimento del corpo principale del veicolo MER della metà rispetto ad altri sistemi di sospensione. Ciascuna delle sei ruote del rover Curiosity ha un motore indipendente. Le due ruote anteriori e le due posteriori hanno motori di sterzo individuali che consentono al veicolo di girare sul posto. Ogni ruota è anche dotata di battistrada sporgenti, che forniscono aderenza per arrampicarsi nella sabbia soffice e per superare gli ostacoli.